# Songket
Le songket est un type de tissu tissé et de vêtement traditionnel originaire de l'île indonésienne de Sumatra,,,,,,,. Songket peut être classé dans la famille des tissus de brocart. Songket est tissé à la main avec des fils d'or et argent. Des fils métalliques métalliques tissés sur un fond de tissu créent un effet pailleté brillant. Les tissus couramment utilisés dans la fabrication de Songket comprennent la soie, le coton et le coton de soie.

## Histoire
Songket est souvent associé à l'empire Srivijaya car l'origine de la tradition songket vient, divers types de songket populaires ne peuvent être séparés des lieux qui étaient autrefois sous la domination de Srivijaya, l'un des lieux dominants qui aurait également été la capitale de l'empire Sriwijaya dans le passé, à savoir Palembang, trouvé dans Sumatra du Sud. Outre Palembang, plusieurs régions de Sumatra sont également des lieux de production de songket de premier ordre, notamment des régions de Minangkabau ou de la Sumatra occidental telles que Pandai Sikek, Silungkang, Koto Gadang et  Padang. En dehors de Sumatra, le songket est également produit dans des régions telles que Bali, Lombok, Sambas, Sumba, Makassar, Sulawesi et d'autres régions d'Indonésie.
La tradition du Songket est reconnue comme patrimoine culturel immatériel national par le ministère indonésien de l'Éducation et de la Culture. La tradition Songket comprend la tradition originale Songket Palembang et Sambas en 2013; Songket Pandai Sikek en 2014; Tradition Songket de Beratan, Bali en 2018; et la tradition Songket Silungkang en 2019.
En raison des facteurs historiques de l'empire Srivijaya, du commerce et des mariages mixtes, Songket est également devenu populaire dans la région maritime de l'Asie du Sud-Est, en particulier dans les pays voisins de l'Indonésie tels que le Brunei, la Malaisie et Singapour.
Présenté par la Malaisie, « le songket » est sélectionné sur la liste représentative du patrimoine culturel immatériel de l'humanité par l'UNESCO en décembre 2021,.

## Étymologie
Étymologiquement, le terme « songket » est le mot-valise de langue Palembang, à savoir « songsong » + « teket » qui signifie respectivement « soulèvement » et « broder », cela fait référence à la méthode de tissage Songket elle-même ; c'est-à-dire accrocher et prendre un morceau de tissu tissé, puis insérer le fil d'or,.
Le terme songket a ensuite été adopté comme « sungkit » ou « sangkut » en indonésien et en malais, signifiant « accrocher », « mordre » ou « évider, ».
De plus, dans une autre théorie, le mot « songket » peut également provenir du terme « songka », qui est un chapeau typique Palembang que l'on pense être la première fois qu'il est devenu la coutume du fil de commencer à tisser avec de l'or.

## Galerie

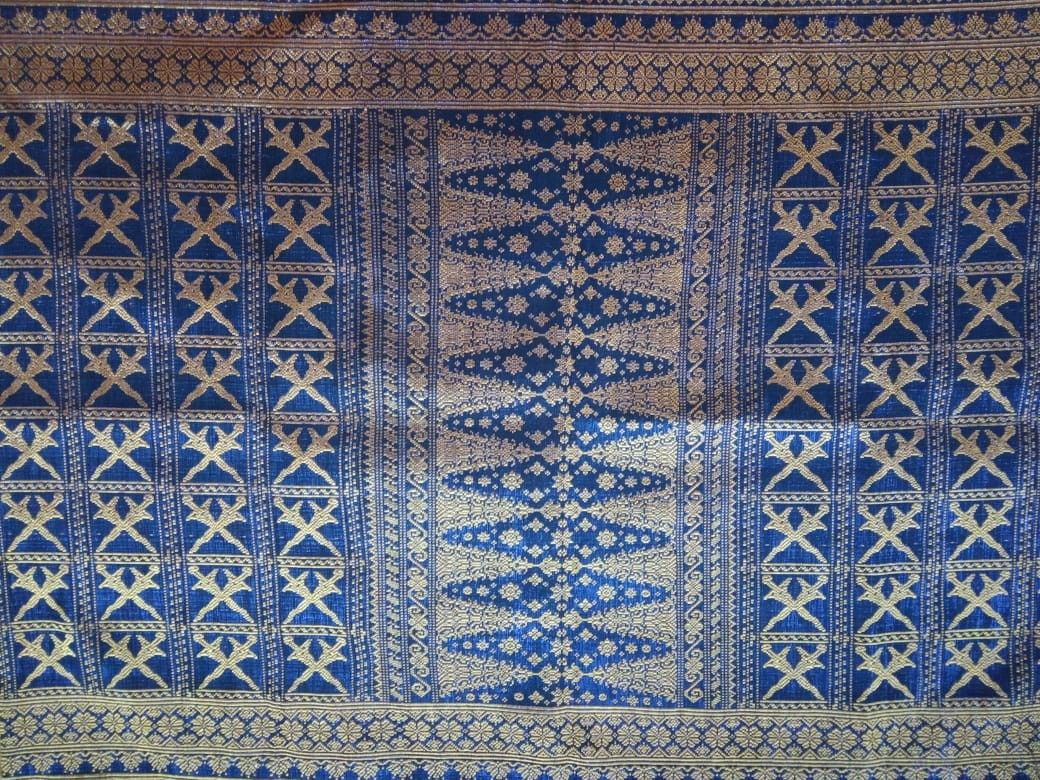
Le Songket Minangkabau de couleur bleu océan profond avec une combinaison de motifs entre pucuak rabuang (pousses de bambou) et kriss (poignard traditionnel indonésien) symbolise le nouvel espoir et la force des indigènes de la île de Sumatra.
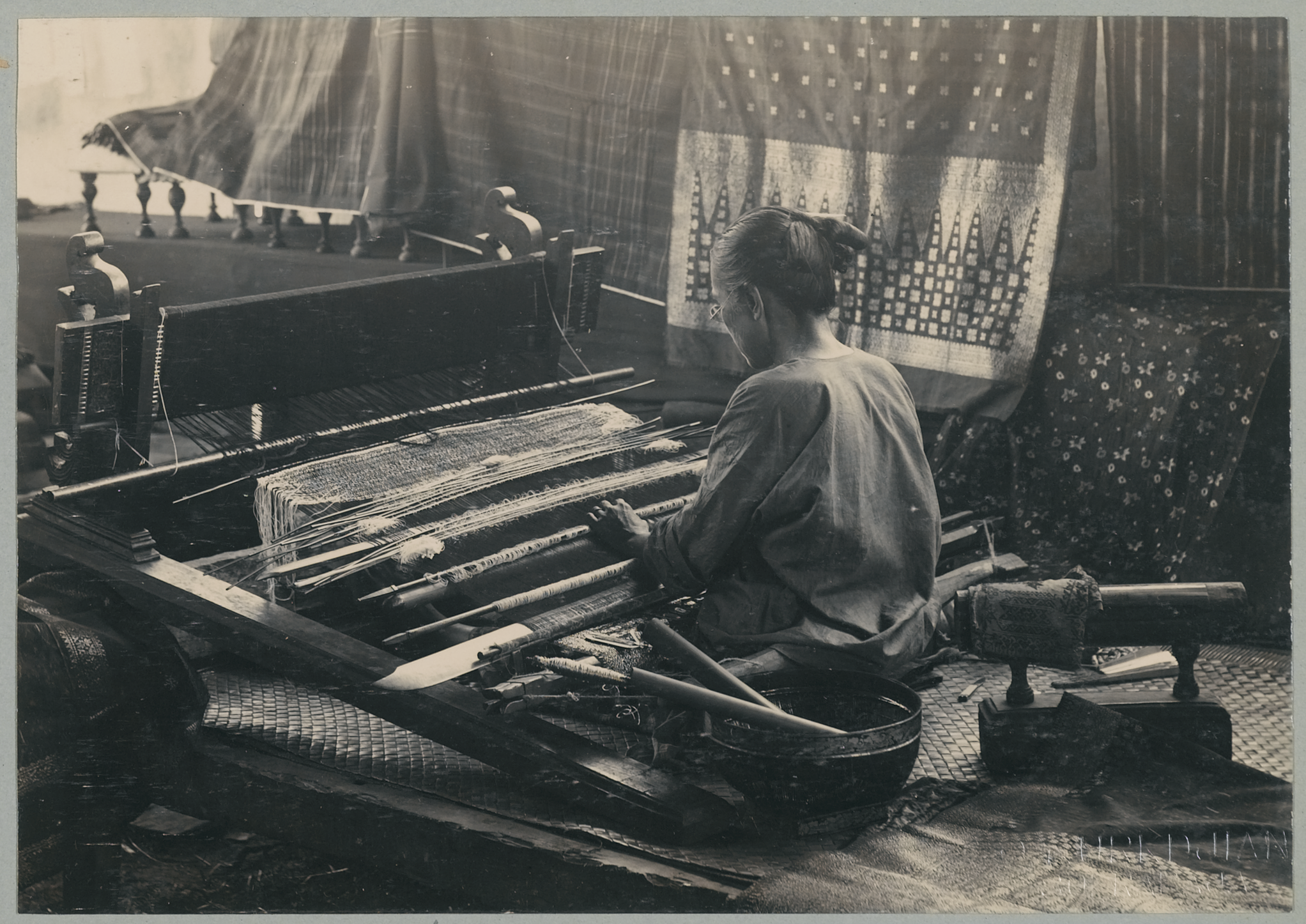
Tisserand Songket dans le col du malam à Surabaya c. 1905-1906.
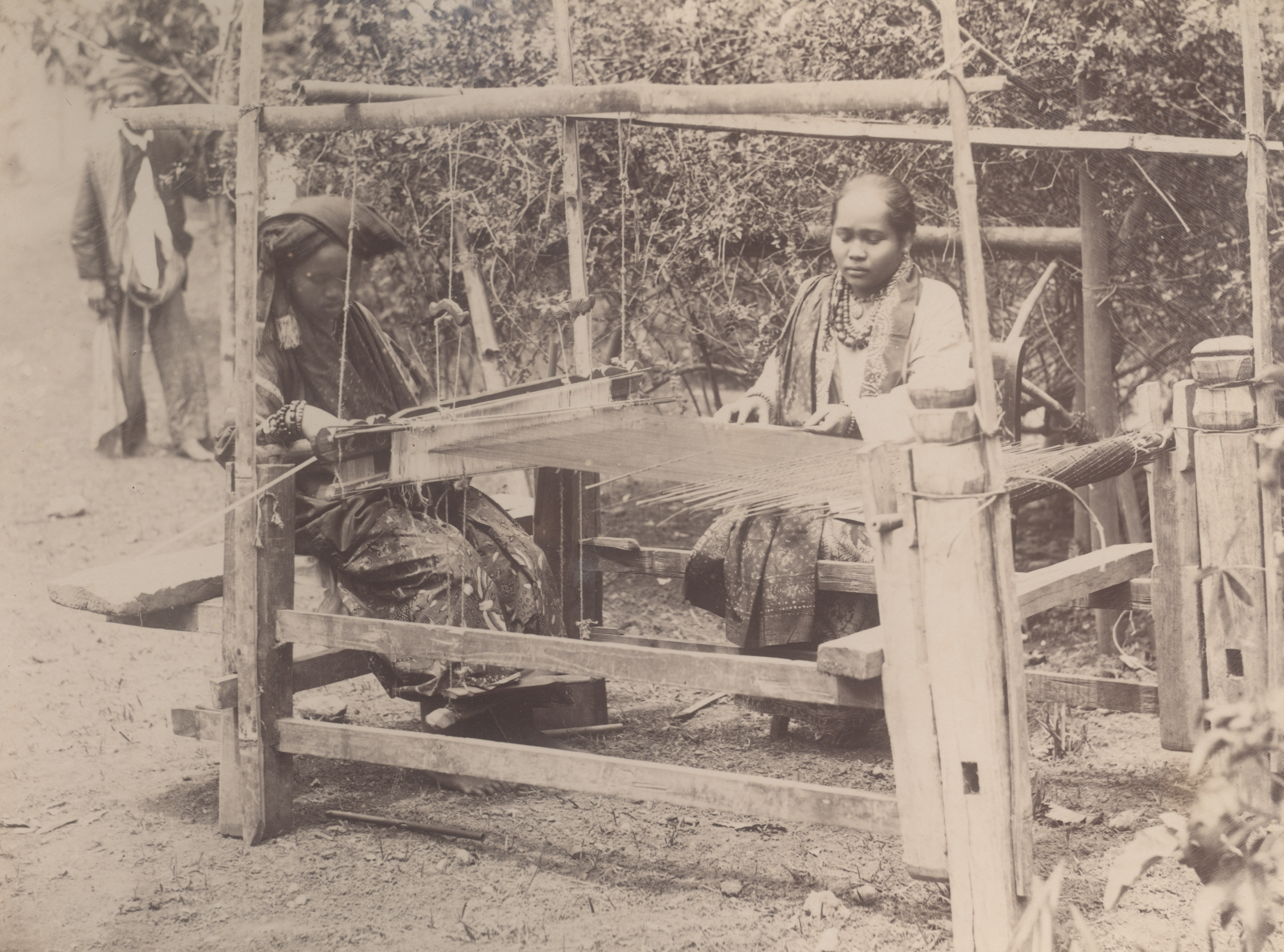
Tisserands Songket sur la côte ouest de Sumatra c. 1890.
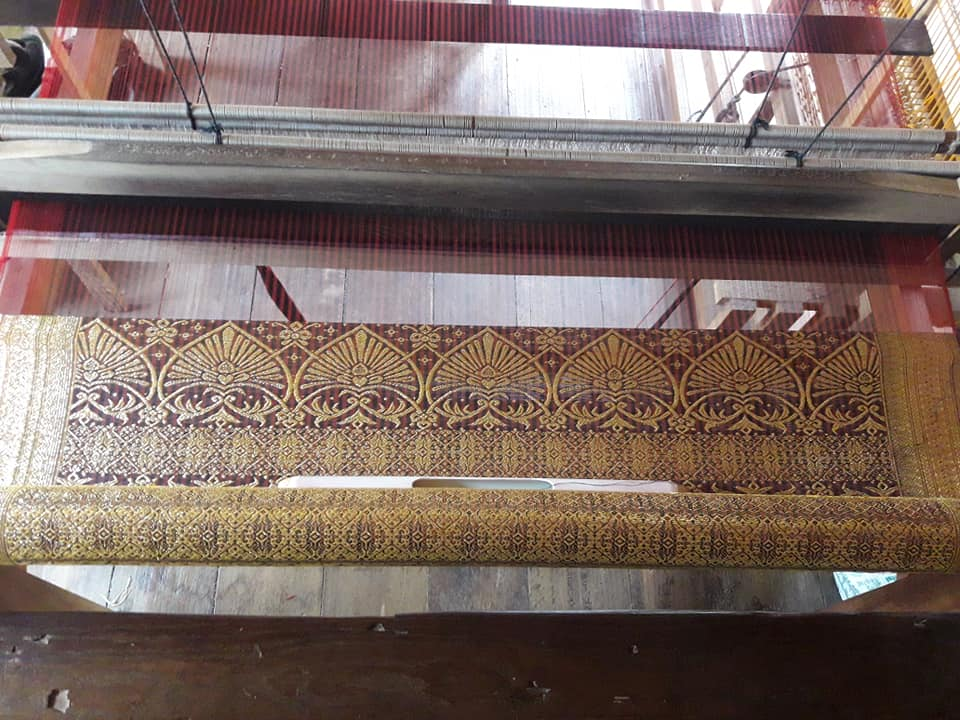
Le processus de tissage pour réaliser Songket de Minangkabau avec le motif de Siriah Gadang à l'aide d'un tisserand, l'ensemble du processus de tissage est réalisé manuellement à la main.
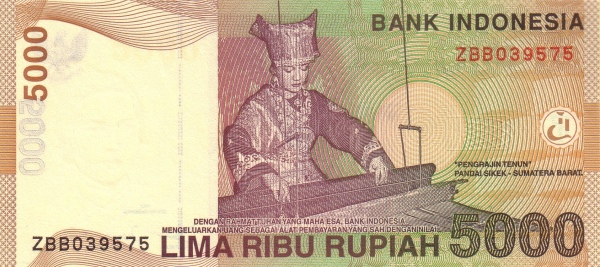
Tisserand Songket de Pandai Sikek, Sumatra occidental représenté au dos de 5000 Roupie indonésienne émis en 1998-2005, le tisserand également représenté dans la tenue de Minangkabau fait de Songket.

## Source
- (en) Anne Summerfield, John Summerfield, Walk in Splendor : Ceremonial Dress and the Minangkabau, Los Angeles, UCLA, 1999, poche (ISBN 978-0-930741-73-0, LCCN 99013749)